# غارنشین (فیلم)
غارنشین (به انگلیسی: Cavedweller) فیلمی محصول سال ۲۰۰۴ و به کارگردانی لیسا چولودنکو است. در این فیلم بازیگرانی همچون کیرا سجویک، آیدان کوئین، شریلین فن، کوین بیکن، جیل اسکات و ونسا زیما ایفای نقش کرده‌اند.